# Ágata ênidro

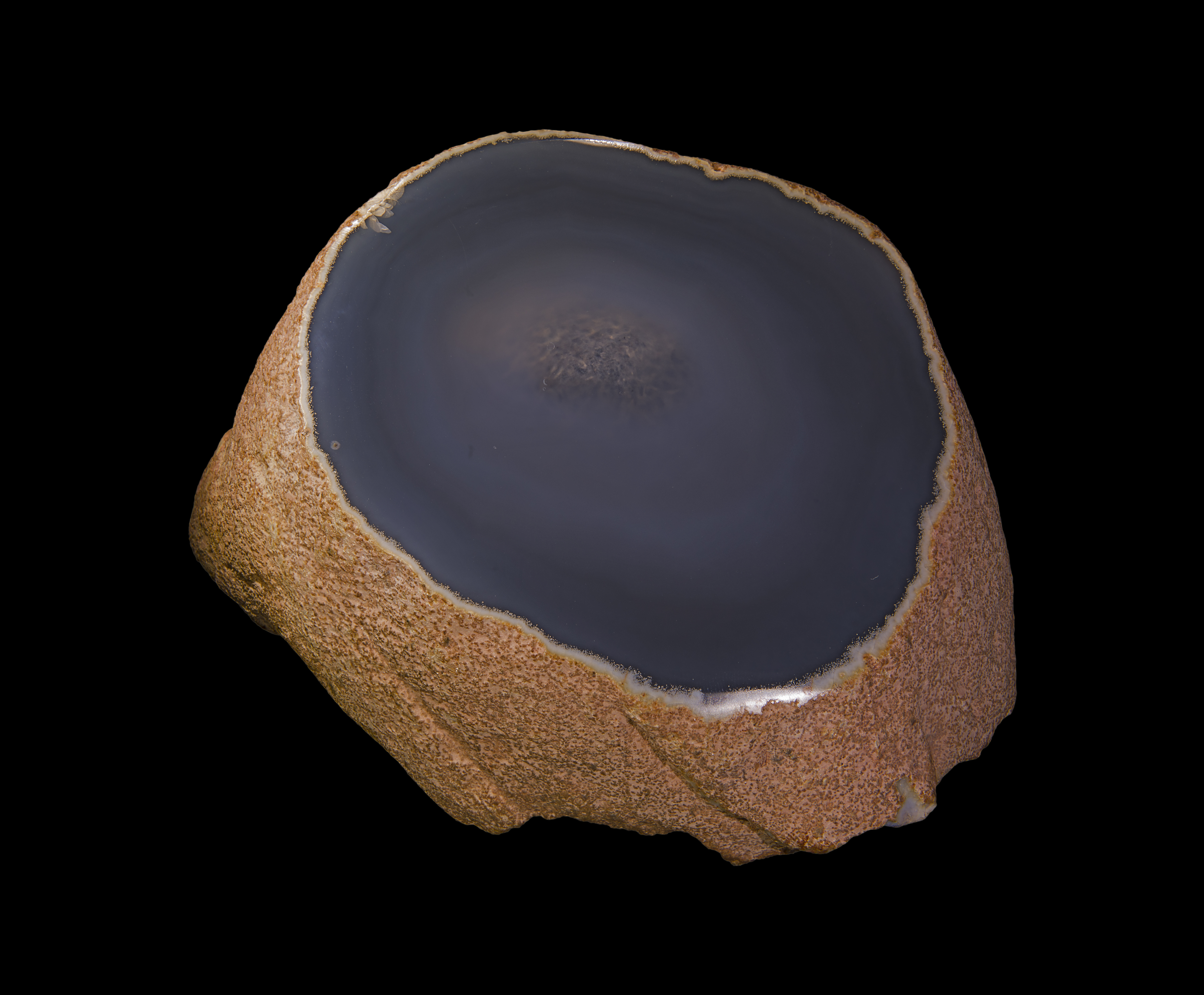
Um geodo enhydro encontrado no Brasil

Uma ágata ênidro, geodo ênidro ou simplesmente ênidro, por vezes também grafado como enhydro, consiste em um geodo de ágata cuja cavidade contem água aprisionada em estado líquido, a qual muitas vezes encontra-se ali retida há vários milhões de anos. A formação dos enhydros normalmente está relacionada a processos vulcânicos datados do período eoceno.

## Descrição
Ágatas ênidro são compostas por camadas de quartzo microcristalinos ou criptocristalinos. A ágata apresenta um centro oco, similar ao existente no interior dos geodos. A diferença é que, no caso do ênidro, seu interior encontra-se parcialmente preenchido por água. A água fica retida dentro da cavidade, a qual é selada pela presença de microcristais em seu entorno.
Estas rochas também podem conter traços de petróleo misturados à água existente em seu interior. Este óleo é derivado da decomposição de materiais orgânicos que eventualmente tenham ficado retidos durante o processo de  formação do geodo que deu origem ao ênidro.
Análises laboratoriais das águas aprisionadas nos interiores de geodos ênidros mostram que não é incomum que,  durante o processo de formação da rocha, microorganismos também sejam capturados juntamente com a água, sendo detectados em experimentos envolvendo microscopia e placas de petri.
Como o interior destas rochas são parcialmente preenchidos com água, elas costumam produzir um som característico ao serem agitadas com as mãos, o que faz com que esta técnica seja comumente utilizadas para identificação dessas rochas.
Essas formações rochosas englobam exemplares de tamanhos variáveis, sendo que o maior exemplar já registrado foi encontrado em Fuxim, China e apresentava diâmetro de 63 cm, com peso total de 310 kg.
Quando encontradas, normalmente essas rochas são cortadas em uma camada superficial,  de modo à expor o centro. Entretanto, toma-se o cuidado de que o corte não rompa a camada oca que retém à agua. Assim, uma camada translucida protege a água e bolha de gás presentes em seu interior, ao mesmo tempo em que torna possível sua visualização.

## Distribuição geográfica
Diversos exemplares podem ser encontrados no território brasileiro, principalmente nos estados de Minas Gerais e Rio Grande do Sul.
Geodos ênidros também podem ser encontrados em algumas regiões da China e em diversas outras localidades do planeta.